# Min nya pojkvän
Min nya pojkvän (engelska: Then Came You) är en amerikansk komediserie som sändes på ABC under 2000 skapad av Jeff Strauss och Betsy Thomas. I USA sändes sex av seriens 13 avsnitt. Huvudrollerna spelades av Susan Floyd, Thomas Newton och Desmond Askew.

## Handling
Billie Thornton har skilt sig och flyttar in på ett hotell där hon blir kär i hotellvärden Aidan Wheeler. Men Billies exman gillar inte deras romans.

## Rollista
- Susan Floyd som Billie Thornton
- Thomas Newton som Aidan Wheeler
- Desmond Asomkew som Ed
- Miriam Shor som Cheryl Sominsky
- Colin Ferguson som Lewis Peters
- Winston J. Rochas som Manuel